# استیون پالزو
استیون پالزو (به انگلیسی: Steven Palazzo) نمایندهٔ حوزه انتخابیه چهارم میسیسیپی از حزب جمهوری‌خواه ایالات متحده آمریکا در مجلس نمایندگان ایالات متحده آمریکا است که برای نخستین‌بار در ۵۴ ژانویه ۲۰۱۱ میلادی به‌عضویت این مجلس درآمد.